# Санта Кроче (Трст)
Санта Кроче је насеље у Италији у округу Трст, региону Фурланија-Јулијска крајина.
Према процени из 2011. у насељу је живело 1248 становника. Насеље се налази на надморској висини од 207 м.